# Љескове Воде
Љескове Воде су насељено мјесто у граду Добој, Република Српска, БиХ. Према прелиминарним подацима пописа становништва 2013. године, у насељу је живјело 615 становника.

## Саобраћај
На подручју насеља се налази жељезнички тунел, као и возна стајалишта, Љескове воде и Раковац.

## Становништво
| Демографија | Демографија | Демографија |
| Година      | Становника  | Становника  |
| ----------- | ----------- | ----------- |
| 1948.       | 615         |             |
| 1953.       | 677         |             |
| 1961.       | 749         |             |
| 1971.       | 765         |             |
| 1981.       | 835         |             |
| 1991.       | 821         |             |
| 2013.       | 613         |             |